# Рубен Сорія
Рубен Сорія (ісп. Rubén Soria, нар. 23 січня 1935) — уругвайський футболіст, який грав на позиції лівого захисника. Виступав, зокрема, за клуб «Серро», а також національну збірну Уругваю.

## Клубна кар'єра
У 1950-х роках виступав за молодіжну команду «Серро». У дорослому футболі дебютував 1960 року виступами за дорослу команду вище вказаного клубу, того ж року допоміг «Альбіселесте» досягти найбільшого успіху в історії клубу, стати віце-чемпіоном Уругваю. У сезоні 1960 року зіграв 18 матчів у Прімера Дивізіоні. У середині 1963 року він також взяв участь у найбільшому в історії клубу міжнародному турне, в якому з травня по липень того ж року побував у Європі, Радянському Союзі та Африці. Протягом кар'єри також захищав кольори «Ліверпулю» (Монтевідео). У 1966 році під керівництвом Еуженіо Гальваллісі допоміг команді повернутися до Прімера Дивізіону

## Виступи за збірну
1958 року дебютував в офіційних матчах у складі національної збірної Уругваю. У складі збірної поїхав на чемпіонату світу 1962 року у Чилі, але на турнірі не зіграв жодного поєдинку. Востаннє футболку уругвайської збірної одягав 1964 року. Протягом кар'єри в національній команді зіграв 5 матчів.